# Eric Johnson (Schauspieler)

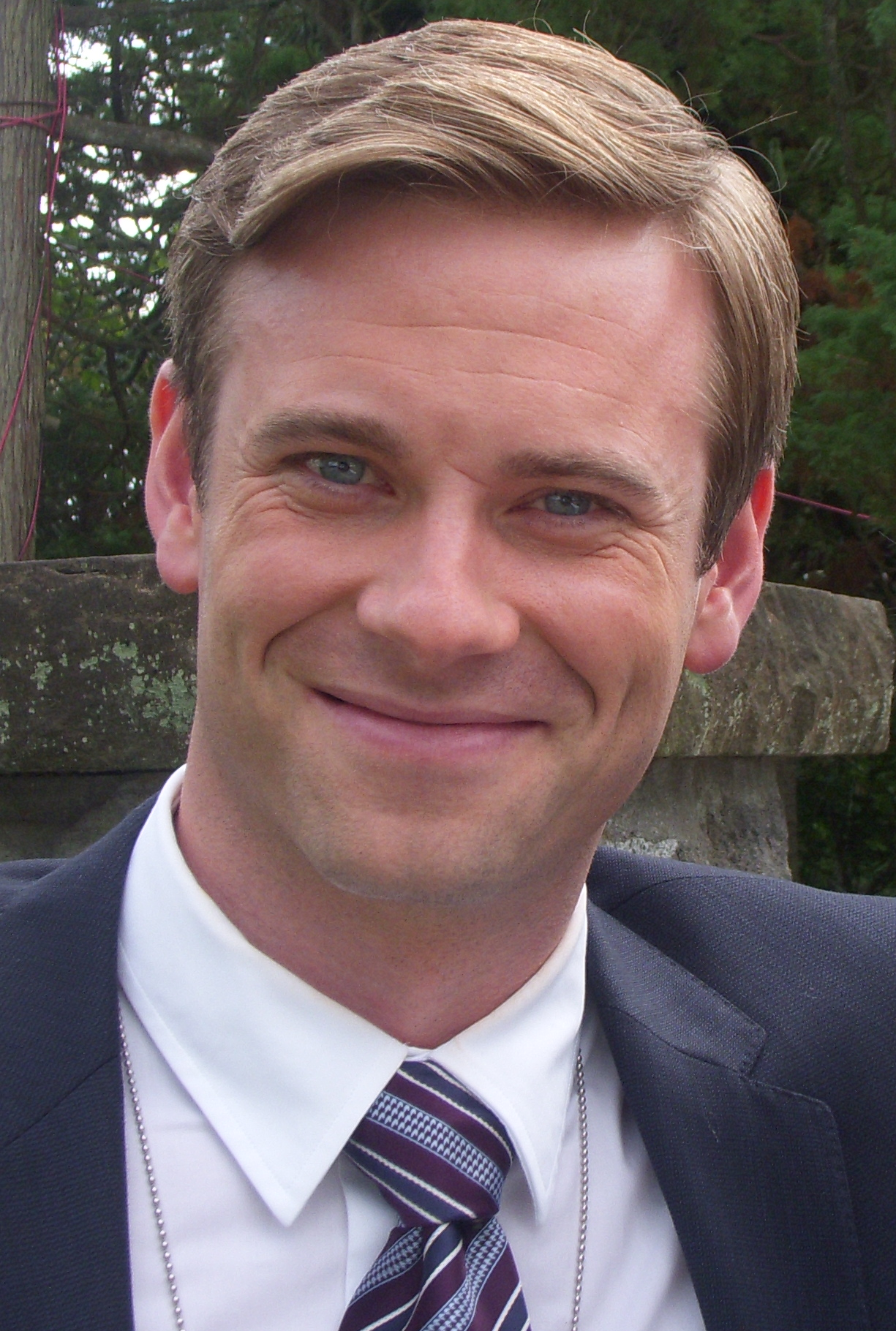
Eric Johnson (2011)

Eric Johann Johnson (* 7. August 1979 in Edmonton, Alberta) ist ein kanadischer Schauspieler.

## Leben
Eric Johnson wurde als jüngerer von zwei Söhnen in Edmonton geboren. Bereits im Alter von 9 Jahren besuchte er eine Theaterschule. Seinen ersten Fernsehauftritt hatte er 1992 in einer Episode von Ray Bradbury Theater. Diesem folgte die Rolle des jungen Tristan (in der Erwachsenversion von Brad Pitt gespielt) in Legenden der Leidenschaft. Johnson wurde aber vor allem in der Rolle des Whitney Fordman in Smallville bekannt. Am Set von Smallville traf er auch auf seine spätere Ehefrau Adria Budd, die dort als Castingassistentin arbeitete. Die beiden heirateten am 7. August 2004. Im Oktober 2007 kam das erste gemeinsame Kind der beiden, eine Tochter, zur Welt.
2007 spielte er die Hauptrolle in der Fernsehserie Flash Gordon, die Serie wurde allerdings nach einer Staffel eingestellt. Insgesamt umfasst sein Schaffen mehr als 60 Film- und Fernsehproduktionen.
Außerdem ist er die neue englische Synchronstimme für Sam Fisher aus Splinter Cell und ersetzt dadurch Michael Ironside.

## Filmografie
- 1994: Road to Saddle River
- 1994: Legenden der Leidenschaft (Legends of the Fall)
- 1998: Die Bombe von Oklahoma City (Oklahoma City: A Survivor’s Story)
- 1998: Heart of the Sun
- 1999: Im Zweifel für die Angeklagten (Question of Privilege)
- 1999: Zugfahrt ins Jenseits (Atomic Train)
- 2000: Bear with Me
- 2000: Entwurzelt – Eine Familie am Abgrund (Borderline Normal)
- 2000: Scorn
- 2000: Tödliche Freiheit (Children of Fortune)
- 2000–2001: Smallville (Fernsehserie, 24 Episoden)
- 2001: Texas Rangers
- 2002: Bang, Bang, Du bist tot (Bang, Bang, You’re Dead)
- 2002: Beauty Shot
- 2003: Stealing Sinatra
- 2003: Hollywood Wives: The New Generation
- 2004: A Friend of the Family
- 2004: Ginger Snaps II – Entfesselt (Ginger Snaps: Unleashed)
- 2004: Blinded
- 2004: A Clown’s Gift
- 2004: Anonymous Rex
- 2004: The Work and the Glory
- 2005: Falcon Beach
- 2005: Marker
- 2005: The Work and the Glory: American Zion
- 2006: Honeymoon with Mom
- 2006: Expiration Date
- 2006: The Work and the Glory: A House Divided
- 2006, 2013: Criminal Minds (Fernsehserie, 2 Episoden)
- 2007: Everest – Wettlauf in den Tod (Everest)
- 2007–2008: Flash Gordon (Fernsehserie, 21 Episoden)
- 2009: A Nanny’s Secret (Fernsehfilm)
- 2010: Meteor Storm (Fernsehfilm)
- 2010: Supernatural (Fernsehserie, Staffel 5, Folge 20)
- 2010: Mrs. Miracle 2 – Ein zauberhaftes Weihnachtsfest (Call Me Mrs. Miracle)
- 2010–2013: Rookie Blue (Fernsehserie, 35 Episoden)
- 2013: Fir Crazy (Fernsehfilm)
- 2014: Saving Hope (Fernsehserie, Episode 2x10)
- 2014–2015: The Knick (Fernsehserie, 20 Episoden)
- 2016: Valentine Ever After (Fernsehfilm)
- 2017: Fifty Shades of Grey – Gefährliche Liebe (Fifty Shades Darker)
- 2018: Fifty Shades of Grey – Befreite Lust (Fifty Shades Freed)
- 2018: Nur ein kleiner Gefallen (A Simple Favor)
- 2018: Caught (Fernsehfünfteiler)
- 2018: The Alienist – Die Einkreisung (Fernsehserie, 1 Episode)
- 2020: Vikings (Fernsehserie, 14 Episoden)
- 2021: American Gods (Fernsehserie, 6 Episoden)
- 2022: Pretty Little Liars: Original Sin (Fernsehserie, 8 Episoden)
- 2023: Der Griff nach den Sternen (A Million Miles Away)